# BigBlueButton
BigBlueButton — открытое программное обеспечение для проведения веб-конференции. Система разработана в первую очередь для дистанционного обучения. Название BigBlueButton происходит от первоначальной концепции, что начало веб-конференции должно быть максимально простым, как нажатие метафорической большой синей кнопки.

## Возможности
- Поддерживает наличие нескольких аудиодорожек и обмен видео, возможность показа презентаций, документов Microsoft Office и LibreOffice, изображений, PDF документов.
- Поддерживаются расширенные возможности доски — такие, как указатель, масштабирование и рисование, доступ к рабочему столу. Для обратной связи со слушателями веб-конференции существуют публичные и приватные чаты.
- Интегрирована VoIP на базе FreeSWITCH.
- Пользователь может войти в конференцию либо как зритель либо как модератор. Как зритель, пользователь может присоединиться к голосовой конференции, использовать web-камеру, поднять руку (попросить слово) и общаться с другими людьми. В качестве модератора пользователь имеет возможность отключить / включить микрофон любого зрителя, удалить любого зрителя из веб-конференции, а также передать слово любому зрителю для выступления (сделать любого пользователя ведущим). Ведущий может загружать презентации, документы, использовать доску.[3]

Хотя компоненты имеют открытый исходный код, клиент BigBlueButton зависит от расширения для браузера для Adobe Flash платформы.
Сервер BigBlueButton работает на Ubuntu 10.04 32-битной или 64-битной версии и может быть установлен как из исходного кода, так и из пакетов Ubuntu.
BigBlueButton может быть загружен в качестве образа для виртуальной машины (VM), который выполняется в VMware Player на компьютерах как под управлением ОС Windows так и под Unix, так же возможен запуск и в VMWare Fusion на MacOS.
 
Сервер BigBlueButton также может работать и в облачной среде, такой как Amazon EC2, при его установке на Ubuntu 10.04 32-битной или 64-битной версии.

## Архитектура
Подобно OpenMeetings , BigBlueButton использует медиасервер с открытым исходным кодом red5, который является открытой реализацией Adobe Flash Media Server, для поддержки его работы в реальном времени.

## История
В 2007 году проект был начат в Карлтонском университете внедряющем программы инновационных технологий. 
 
Первая версия была написана Ричардом Алам (он изначально назывался Blindside проект) под руководством Tony Bailetti. 

В 2009 году Ричард Алам, Denis Zgonjanin, и Фред Диксон загрузили код BigBlueButton на Хостинг проектов Google Code и сформировали Blindside Сети, компания проводит традиционную бизнес-модель открытых источников, предоставляя платную поддержку и услуг для сообщества BigBlueButton. 

В 2010 году основные разработчики добавили доску для аннотирования загруженных презентации. Джереми Томерсон добавил интерфейс прикладного программирования (API), который сообщество BigBlueButton впоследствии использует для интеграции с Sakai,

Wordpress,

Moodle 1.9 или позднее,

Moodle 2.0,

Joomla,

Redmine,

Drupal,

TikiWiki CMS Groupware,
 
Foswiki, 
 
и LAMS.
 Google принял BigBlueButton в рамках программы 2010 Google Summer of Code.
 
с целью поощрения взносов от других, основные разработчики исходного кода переехали из Google Code на GitHub. 
 
Проект заявил о своем намерении создать независимый Фонд BigBlueButton "не для прибыли" для наблюдения за будущим развитием. 

В 2011 году основные разработчики объявили о добавлении возможностей записи и воспроизведения веб-конференции (видео, звук, чат) в BigBlueButton 0,80. 

В 2012 был опубликован сервер веб-конференций BigBlueButton 0.80.
 
Ведутся работы по версии 0.81, которая будет иметь возможность записи и воспроизведения всех видов деятельности в области презентации вместе со всеми веб-камеры.
Название BigBlueButton происходит от первоначальной концепции, что, начало веб-конференции должно быть максимально простым, как нажатие метафорической большой синей кнопки. 

По утверждению разработчиков в BigBlueButton 0.81 будет добавлена возможность записи и остановки в панели модератора.
Это даст возможность останавливать запись вебинара во время перерыва, но не останавливать сам вебинар, дав тем самым возможность участникам неформально пообщаться. После окончания перерыва запись возможно будет возобновить. Об этом сообщили 18 апреля разработчики BigBlueButton. А также они сообщили о том, что записываться теперь будет не только whiteboard и чат, но и другие области вебинара.

## Интеграция
- Canvas
- Drupal
- ILIAS
- Joomla!
- Moodle
- WordPress

## История релизов
| Версия                      | Дата             |
| --------------------------- | ---------------- |
| 0.4                         | 12 июня 2009     |
| 0.5                         | 21 июля 2009     |
| 0.60                        | 12 августа 2009  |
| 0.70                        | 15 июля 2010     |
| 0.8-beta1                   | 12 сентября 2011 |
| 0.90-beta                   | 15 октября 2014  |
| 1.0-beta                    | 6 октября 2015   |
| 1.1                         | 25 May 2017      |
| 2.2                         | 11 March 2020    |
| Старая версияТекущая версия |                  |